# A Cidade Se Diverte
Show da TV Excelsior Rio de Janeiro, lançado em 1963, exibido as segundas feiras às 20 horas e trinta minutos. Seu quadro de humoristas era em boa parte de gente vinda da TV Rio. Programa humorístico, por excelencia, que eternizou quadros inesquecíveis como o mordomo (burro) Sinfrônio, interpretado por Walter D'Ávila e o não menos famoso, "Seu Saraiva", interpretado por Ary Leite e sua esposa Terezinha Elisa, com o famoso bordão "Para perguntas idiotas, só respostas imbecis".
Além desses comediantes, o programa contava ainda com todo o elenco da Excelsior do Rio, a direção do programa era de Daniel Filho e os textos de Max Nunes.

## Referência
- [ligação inativa] Tele História/Humoristicos